# Santa Cruz de la Sierra (Bolivia)
Santa Cruz de la Sierra, kortweg Santa Cruz, wordt met ruwweg 1,5 miljoen inwoners gezien als de grootste stad van Bolivia en is de hoofdstad van het departement Santa Cruz.

## Locatie
Santa Cruz de la Sierra ligt in het oostelijke deel van het land (17°45' ZB, 63°14' WL) op 416 m boven zeeniveau. De stad ligt in de provincie Andrés Ibáñez.

## Klimaat
Santa Cruz de la Sierra heeft een subtropisch klimaat. In de zomer is het tussen de 22 en 38 graden Celsius, in de winter tussen de 8 en 29 graden. Het grootste deel van het jaar is het zonnig en warm weer, zo nu en dan blaast er een frisse wind, el sur genaamd, afkomstig van de Argentijnse pampa.

## Geschiedenis
Santa Cruz de la Sierra werd voor de eerste maal gesticht op 26 februari 1560 door Ñuflo de Chaves. De stad, "Heilig Kruis van de Heuvels", is genoemd naar zijn geboortestad in Extremadura in Spanje. De originele plek van de stad ligt 220 kilometer ten oosten van de huidige locatie. Na een aantal conflicten met indianen uit het gebied verhuisde de stad in 1592 naar de oever van de rivier Piraí, aan de voet van de Cordillera Oriental. Overblijfselen van de eerste vestiging kunnen bezocht worden in Santa Cruz la Vieja ("Oud Santa Cruz"), een archeologische site ten zuiden van San José de Chiquitos (die werd gevestigd door de jezuïeten in 1697).
Santa Cruz leverde katoen, rijst, suiker en fruit aan de Spaanse kolonies. Het was een welvarende stad tot in de 19de eeuw, toen handelsroutes vanuit de havens van Peru geïmporteerde producten goedkoper maakten. Door een programma vanuit de overheid in de jaren 50 werd Santa Cruz beter bereikbaar door middel van geasfalteerde wegen en een spoorweg naar Brazilië, waardoor de (tropische) landbouw weer opbloeide. Tegenwoordig geldt Santa Cruz als de modernste, meest dynamische en voortvarendste stad van Bolivia.

### Ontwikkeling stad
Santa Cruz is sinds de jaren zestig gestaag gegroeid van een dorp met enkele tienduizenden inwoners naar de huidige miljoenenstad. Op dit moment geldt Santa Cruz als snelst groeiende stedelijk gebied in Zuid-Amerika en in de wereld staat het hierin op de 14de plaats.

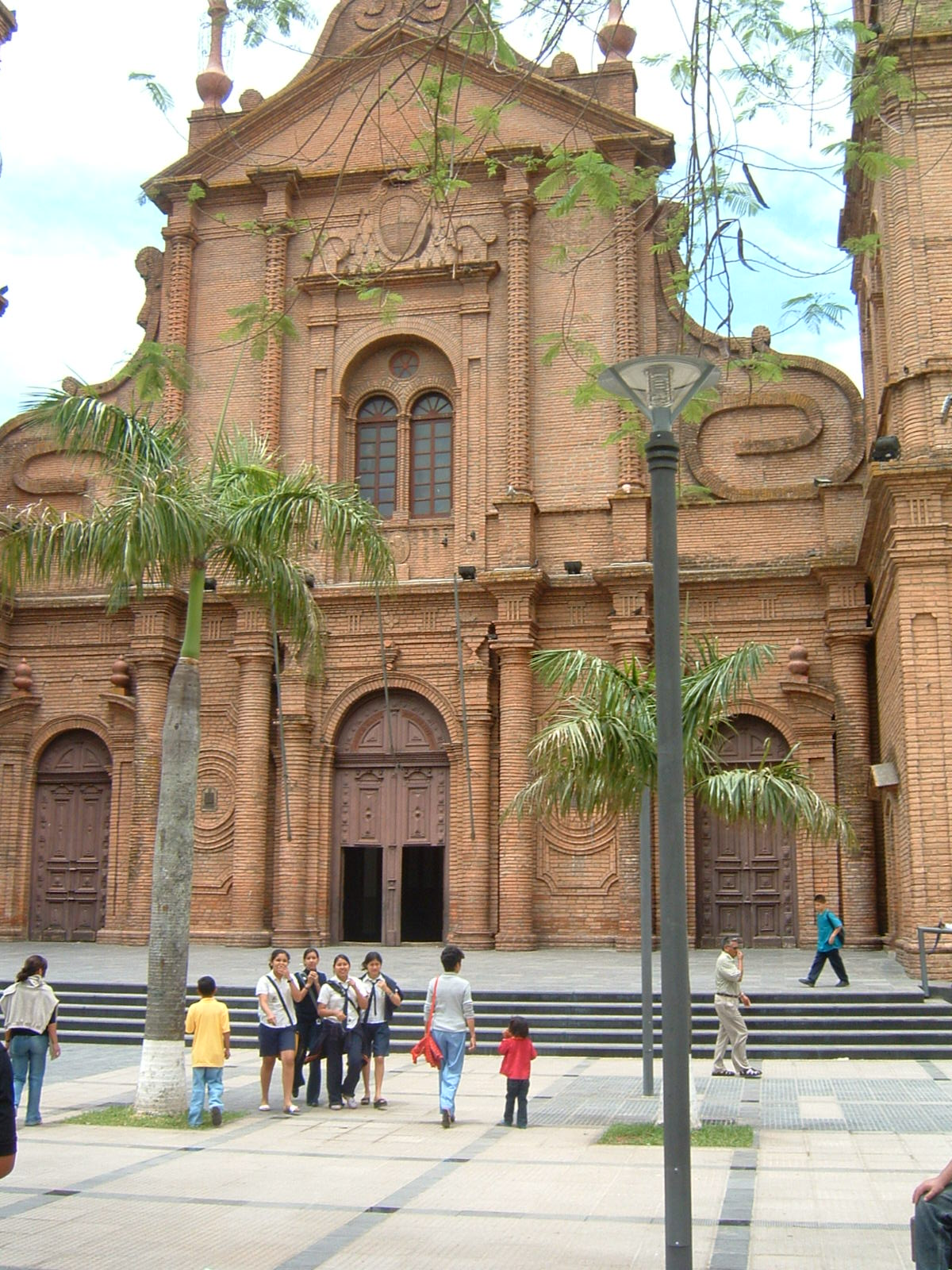
De kathedraal aan het centrale plein van Santa Cruz de la Sierra

Het hoofdstratennet is opgebouwd uit ringen en radialen die stervormig vanuit de eerste ring starten. De belangrijke kruisingen tussen ringen en radialen hebben rotondes met in het midden van de rotondes, ter oriëntatie in de stad, standbeelden van belangrijke figuren uit de geschiedenis van Santa Cruz. Momenteel worden al deze rotondes echter verbouwd tot kruispunten.
Binnen de eerste ring (el primer anillo) ligt het oude stadscentrum opgebouwd volgens het Spaanse grid. In het midden van dit grid bevindt zich de centrale plaza, Plaza 24 de Septiembre, omringd door de kathedraal uit de 16e eeuw, de prefectuur, het oude raadhuis, een bioscoop, het culturele centrum en een winkelcentrum. Hoewel de plaza in 2004 is gemoderniseerd om een meer 'kosmopolitisch' karakter te krijgen, heeft het centrum van Santa Cruz hier en daar nog steeds een duidelijk dorps en koloniaal karakter.

## Cultuur

### Sport
Santa Cruz de la Sierra is de thuishaven van voetbalclubs Oriente Petrolero en Club Blooming, die beide uitkomen in de hoogste afdeling van het Boliviaanse profvoetbal, de Liga de Fútbol Profesional Boliviano, en hun thuiswedstrijden spelen in het Estadio Ramón Tahuichi Aguilera. El Tahuichi werd in 1940 geopend en het complex heeft een capaciteit van 38.000 toeschouwers.

### Gastronomie
Lokale gerechten
- Majao of Majadito (rissoto met gedroogd rundvlees)
- Locro (gebonden kippensoep, met rijst en groenten)
- Sopa de Mani (gebonden soep met gekookte pindas)

Lokale dranken
- Mocochinchi (zongedroogde perziken, gekookt met honing en anijs)
- Somó (koude drank gemaakt van maïs)

Lokaal gebak
- Salteñas (broodjes gevuld met stukjes kip of vlees, groenten en stukjes aardappelen)
- Cuñapé (yucameel en kaas, gebakken tot kleine broodjes)
- Zonzo (yucameel en kaas, gekookt en gemixt tot een soort aardappelpuree en vervolgens gebakken of gegrild)

Andere gerechten:
Empanada de arroz, Empanada de queso frita, Empanada de jigote Bizcochos de trigo, Masaco de plátano, Masaco de yuca, Arepas.

## Bereikbaarheid
Santa Cruz is te bereiken met de trein vanaf Argentinië en Brazilië en via verharde wegen vanaf Trinidad, Cochabamba en Argentinië.
Er zijn twee vliegvelden. Een vliegveld binnen de stad, El Trompillo, dat gebruikt wordt voor privévliegtuigen en binnenlandse vluchten, en het grootste vliegveld van Bolivia, Aeropuerto Internacional Viru Viru, met nationale, continentale en intercontinentale verbindingen naar onder andere Madrid door de Boliviaanse luchtvaartmaatschappij BoA en het Spaanse Air Europa.

## Zustersteden
- Santa Cruz de Tenerife (Spanje)

## Bekende inwoners van Santa Cruz de la Sierra

### Geboren
- Marcelo Araúz (1934), cultuurpromotor
- Luis Barrancos (1946), voetbalscheidsrechter
- Miguel Aguilar (1953), voetballer
- Carlos Aragonés (1956), voetballer en voetbalcoach
- José Milton Melgar (1959), voetballer en politicus
- Eduardo Terrazas (1962), voetballer
- Sergio Rivero (1963-2024), voetballer
- Marco Antonio Barrero (1965), voetballer
- Arturo García (1965), voetballer
- Álvaro Peña (1965), voetballer
- Francisco Takeo (1966), voetballer
- Roly Paniagua (1966), voetballer
- Rómer Roca (1966), voetballer
- Marciano Saldías (1966), voetballer
- José Luis Medrano (1968), voetballer
- Juan Carlos Ruíz (1968), voetballer
- Mauricio Ramos (1969), voetballer
- Erwin Sánchez (1969), voetballer en voetbalcoach
- Juan Berthy Suárez (1969), voetballer
- Marco Etcheverry (1970), voetballer
- Eduardo Jiguchi (1970), voetballer
- Rubén Tufiño (1970), voetballer
- José Carlos Fernández (1971), voetballer
- Martín Menacho (1973), voetballer
- Líder Paz (1974), voetballer
- Milton Coimbra (1975), voetballer
- Miguel Mercado (1975), voetballer
- Jefferson Gottardi (1976-2003), voetballer
- Róger Suárez (1977), voetballer
- Lorgio Álvarez (1978), voetballer
- Joselito Vaca (1982), voetballer
- Vicente Arze (1985), voetballer
- Carlos Lampe (1987), voetballer
- Marcelo Moreno (1987), voetballer
- Romel Quiñónez (1992), voetballer

## Galerij

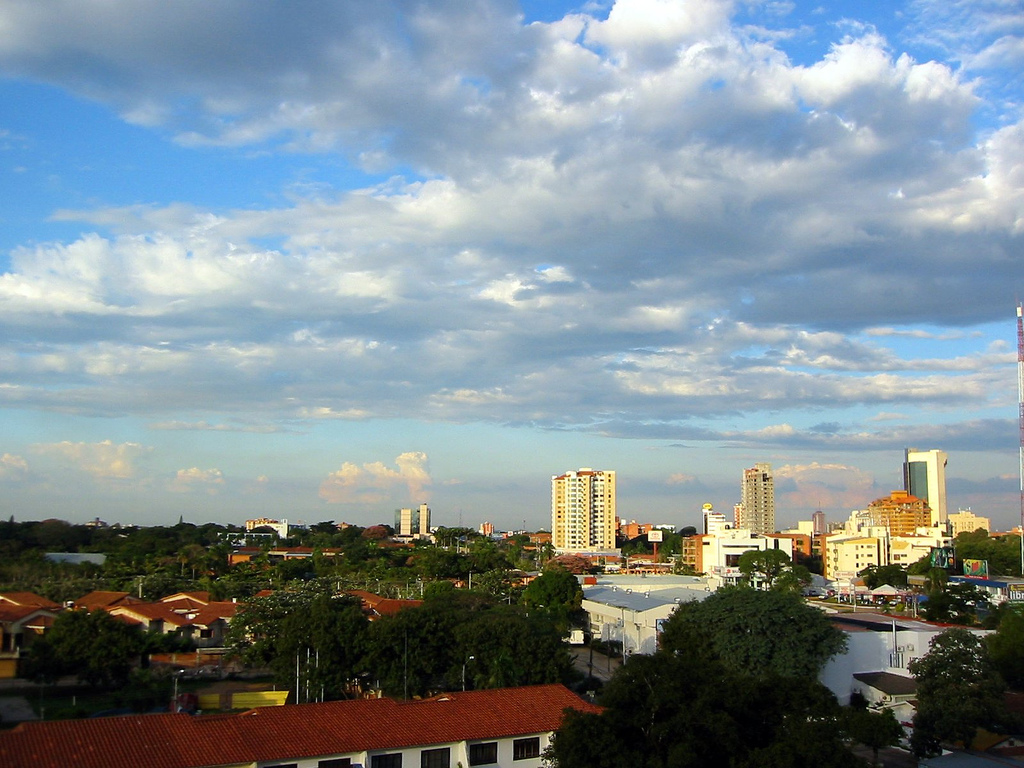
Uitzicht op Santa Cruz de la Sierra